# Paris Saint-Germain Football Club 1990-1991
Questa voce raccoglie le informazioni riguardanti il Paris Saint-Germain Football Club nelle competizioni ufficiali della stagione 1990-1991

## Stagione
Nell'ultima stagione con Francis Borelli alla presidenza della squadra il Paris Saint-Germain (affidato in estate all'ex CT della nazionale Henri Michel) ottenne un nono posto che scatenò le contestazioni dei tifosi i quali chiesero le dimissioni del presidente. Altrettanto povere furono le prestazioni della squadra in Coppa di Francia in cui giunse a fatica agli ottavi di finale dove fu eliminato dall'Olympique Marsiglia.

## Maglie e sponsor
Viene leggermente modificata la fantasia della prima divisa, costituita da due strisce di colore blu e rosso disposte in maniera da formare una Torre Eiffel stilizzata. Viene inoltre reintrodotta, come seconda divisa, la maglia tradizionale della squadra, di colore blu con la banda verticale rossa e bianca al centro. Lo sponsor tecnico è Nike mentre cambia il secondo sponsor ufficiale Alain Afflelou, che si affianca a RTL.
| Manica sinistra · Maglietta · Maglietta · Manica destra · Pantaloncini · Calzettoni | Manica sinistra · Maglietta · Maglietta · Manica destra · Pantaloncini · Calzettoni |

## Organigramma societario
Area direttiva
- Presidente onorario: Henri Patrelle
- Presidente: Francis Borelli

Area tecnica
- Allenatore: Henri Michel

## Rosa
| N. |                    | Ruolo | Calciatore           |
| -- | ------------------ | ----- | -------------------- |
|    | Francia (bandiera) | P     | Joël Bats            |
|    | Francia (bandiera) | P     | Thomas Kokkins       |
|    | Francia (bandiera) | D     | Michel Bibard        |
|    | Francia (bandiera) | D     | Philippe Jeannol     |
|    | Francia (bandiera) | D     | Jean-Philippe Bosser |
|    | Francia (bandiera) | D     | Antoine Kombouaré    |
|    | Francia (bandiera) | D     | Jocelyn Angloma      |
|    | Francia (bandiera) | D     | Stéphane Persol      |
|    | Francia (bandiera) | D     | Franck Tanasi        |
|    | Francia (bandiera) | D     | Francis Llacer       |
|    | Francia (bandiera) | D     | Jean-Luc Vasseur     |

| N. |                       | Ruolo | Calciatore      |
| -- | --------------------- | ----- | --------------- |
|    | Francia (bandiera)    | C     | Pierre Reynaud  |
|    | Francia (bandiera)    | C     | Liazid Sandjak  |
|    | Jugoslavia (bandiera) | C     | Safet Sušić     |
|    | Senegal (bandiera)    | C     | Oumar Sène      |
|    | Jugoslavia (bandiera) | A     | Zlatko Vujović  |
|    | Francia (bandiera)    | A     | David Rinçon    |
|    | Francia (bandiera)    | A     | Daniel Bravo    |
|    | Francia (bandiera)    | A     | Christian Perez |
|    | Francia (bandiera)    | A     | Alboury Lah     |
|    | Camerun (bandiera)    | A     | Pascal Nouma    |

## Statistiche

### Statistiche di squadra
| Competizione     | Punti | Totale | Totale | Totale | Totale | Totale | Totale | DR |
| Competizione     | Punti | G      | V      | N      | P      | Gf     | Gs     | DR |
| ---------------- | ----- | ------ | ------ | ------ | ------ | ------ | ------ | -- |
| Division 1       | 38    | 38     | 13     | 12     | 13     | 40     | 42     | -2 |
| Coppa di Francia | -     | 3      | 2      | 0      | 1      | 2      | 2      | 0  |
| Totale           |       | 41     | 15     | 12     | 14     | 42     | -28    |    |